# Ututo
Ututo — дистрибутив Linux, который включает свободное программное обеспечение. Дистрибутив назван в честь множества гекконов, найденных в северной Аргентине.
Ututo была первой полностью свободной операционной системой с ядром Linux, которая была добавлена в список свободных операционныех систем GNU. Основатель проекта GNU Ричард Столлман ранее одобрил дистрибутив как полностью свободным, и использовал его на своём персональном компьютере, прежде, чем перейти на gNewSense, Trisquel, и Parabola.

## История
Ututo был впервые выпущен в 2000 году Диего Саравиа в Национальном университете Сальта в Аргентине. Это был один из первых дистрибутивов с Live CD, и первым дистрибутивом Linux в Аргентине. Ututo имел Simusol, систему для моделирования проектов Solar Energy. Ututo был прост в установке, потому что он не нуждался в какой-либо конфигурации. Он автоматически обнаруживал аппаратное обеспечение, прося «переместить мышь». В то время, никакой другой дистрибутив не поддерживал эту функцию.
В 2002 году, было создано издание Ututo-R, которое дало возможность работать, как программный маршрутизатор. Эта версия была создана Маркосом Сапатой, и использовалось в государственных школах Буэнос-Айреса.
В 2004 году, появилось издание Ututo-e, который стал важным изданием Ututo. Издание было создано Даниэлем Оливерой.
В 2006 году, Ututo был объявлен Палатой депутатов Аргентины как «национальный дистрибутив».

## Ututo XS
Ututo XS — текущее стабильное издание Ututo.
Ututo XS скомпилирован с использованием ebuilds и emerge. Имеется документация на испанском языке.
После появления Ututo XS, было добавлено много новых функций, включая более быстрый системный установщик. Ututo XS использовался в некоторых устройствах, таких как в iFreeTablet. Пабло Мануэль Риццо разработал систему управления пакетами Ututo-Get, который был создан на базе APT от Debian; однако, как и другие дистрибутивы на основе Gentoo, Ututo совместим с Portage.
Ututo имеет разные бинарные файлы, оптимизированные для разных процессоров Intel и AMD.
Из-за отсутствия релизов в 2012 году, издание стало считаться считается «закрытым».

## Ututo UL
Ututo UL (или Ubuntu-Libre) — современное издание Ututo. Ututo UL основывается на Ubuntu, причём все неиспользуемые программы удаляются, как в оригинальном Ututo, а ядром издания является Linux-libre.
В 2017 году, первоначальная идея распространения Simusol, системы от Solar Energy, вернулась в суть проекта.

## Мнения
Tux Machines рассмотрел Ututo в 2006 году:
Итак, в целом, это очень респектабельный дистрибутив. Установщик не самый простой, но на рабочий стол приятно смотреть с помощью удобных инструментов, и подходящих приложений. Я остался со смешанными чувствами по этому поводу, начав волноваться. Но было бы неплохо попробовать. Если вы фанат GNOME или Ubuntu, вам действительно нужно это попробовать.